# Cuéntame cómo pasó
Cuéntame cómo pasó (conosciuta anche come Cuéntame o Cuéntame
Remember When) è una serie televisiva spagnola prodotta dalla TVE dal 2001.

## Produzione e distribuzione
In un primo momento questa serie doveva chiamarsi Nuestro Ayer (Il nostro ieri), ma i produttori decisero di darle un nome più commerciale: Cuéntame. Questo titolo proviene dalla famosa canzone Cuéntame nota in Spagna negli anni sessanta del XX secolo e cantata dal gruppo pop Formula V. Poiché Cuéntame era già una marca registrata della TVE, si decide di chiamare la serie Cuéntame cómo pasó.
Con un costo di 12.000 euro al minuto nel 2012, la serie racconta, facendo un mix tra macrostoria e microstoria, delle vicende di una famiglia della classe media, gli Alcántara, durante gli ultimi anni del Franchismo e gli inizi della Transizione spagnola, e vi è anche una cronaca sociopolitica dell'epoca. La serie venne creata con l'intento di celebrare il primo quarto di secolo trascorso dopo la Transizione, e il suo spirito chiaramente didattico si nota in alcuni episodi speciali in cui vi sono incluse delle interviste a personaggi storici dell'epoca.
Dal primo episodio, trasmesso il 13 settembre del 2001, la serie rispecchia i cambiamenti avvenuti nel paese a partire dal 1968 (la trama inizia nell'aprile del 1968), con la vittoria della cantante Massiel all'Eurovision Song Contest. La serie, attraverso le situazioni e le abitudini dell'epoca, cose che una parte del pubblico visse, provoca un clima di nostalgia per quei tempi. Pur andando in onda dal 2001, i suoi ascolti sono rimasti buoni, tanto da battere puntualmente i programmi dei canali concorrenti.
Ha avuto vari adattamenti internazionali, come Raccontami in Italia, Conta-me como foi in Portogallo, Los 80 in Cile e Parece que fue ayer in Ecuador.

## Trama
Cuéntame cómo pasó narra la storia degli Alcántara, una famiglia della classe media residente nel fittizio quartiere di San Genaro, a Madrid. I membri della famiglia sono il padre, Antonio, la madre, Mercedes, Inés, Toni, Carlos e Maria, i figli, e la madre di Mercedes, Herminia. Intorno ad essi vi sono tutta una serie di personaggi secondari fissi, come parenti, amici, vicini e conoscenti.
Le circostante e le vicende storiche coinvolgono i personaggi della serie, sia attraverso le apparizioni nei mass media che con il loro diretto coinvolgimento. L'intera serie è un flashback raccontato in un tempo indefinito dalla voce di Carlos, che diventa così il protagonista della serie. La voce fuori campo di Carlos da grande si sente all'inizio ed alla fine di ogni episodio: il suo ruolo è infatti quello di spiegare una situazione oppure quello di esprimere una riflessione, come accadeva nella serie statunitense Blue Jeans.

### Situazioni sociopolitiche presenti all'interno della serie
- La situazione delle donne in Spagna. Ad esempio le difficoltà delle ragazze madri, la violenza sulle donne e la relativa omertà da parte della gente e delle istituzioni.
- Il miracolo economico spagnolo degli anni sessanta e l'esodo dalle campagne alle città
- La censura dei mass media sotto la dittatura di Francisco Franco.
- La crisi petrolifera del 1973 e il conseguente aumento dei prezzi.
- Il servizio militare obbligatorio e i cambiamenti all'interno dell'esercito, come la nascita di una corrente che si opponeva al franchismo.
- L'importanza sociale dell'Eurovision Song Contest, e i cambiamenti che la televisione ha portato nella società spagnola.
- La persecuzione degli oppositori del regime e delle organizzazioni clandestine di sinistra, e le varie manifestazioni e proteste.
- La corruzione presente nel settore immobiliare.
- Le situazioni dell'esilio, dei bambini russi, dei preti operai, e degli avvocati dei lavoratori.
- Le discriminazioni nei confronti delle persone omosessuali sia nella società che nell'ambito lavorativo.
- Le tematiche riguardanti la droga ed il cancro sono trattati soprattutto negli episodi ambientati tra la fine degli anni settanta e l'inizio degli anni ottanta.

### Eventi specifici presenti nella serie
- Il Maggio francese nel 1968.
- Le vittorie spagnole all'Eurovision Song Contest nel 1968 e nel 1969.
- Lo stato d'ispezione del 1969.
- Il primo uomo sulla luna nel 1969.
- La nomina a presidente della Conferenza Episcopale di Vicente Enrique y Tarancón nel 1971.
- La proiezione del film Love Story.
- La morte di Pablo Picasso nel 1973.
- La morte di Salvador Allende nel 1973.
- L'attentato contro il presidente Luis Carrero Blanco nel 1973.
- La Rivoluzione dei garofani in Portogallo nel 1974.
- La morte di Francisco Franco nel 1975.
- La Transizione spagnola tra il 1975 e il 1978.
- Il referendum sulla legge per la riforma politica del 15 dicembre 1976.
- Le prime elezioni generali nel 1977.
- La Coppa Mondiale Argentina nel 1978.
- Le dittature militari in Argentina ed in Cile.
- La morte di papa Paolo VI e l'elezione di Giovanni Paolo I nel 1978.
- L'Operazione Galaxia nel 1978.
- Il referendum sulla costituzione nel 1978.
- L'inizio del fenomeno dei manga e delle anime grazie al successo della serie Mazinga Z.
- Le prime elezioni municipali nel 1979.
- La crisi delle banche nel 1979.
- La fine definitiva della censura ai film.
- La nascita dei primi videogiochi come Space Invaders.
- L'entrata in vigore dello stato di autonomia per la Catalogna e per i Paesi Baschi.
- L'apertura dei primi sexy shop in Spagna.

## Episodi
| Stagione                 | Episodi | Prima TV Spagna | Prima TV Italia |
| ------------------------ | ------- | --------------- | --------------- |
| Prima stagione           | 33      | 2001            | inedita         |
| Seconda stagione         | 14      | 2002            | inedita         |
| Terza stagione           | 13      | 2003            | inedita         |
| Quarta stagione          | 14      | 2003-2004       | inedita         |
| Quinta stagione          | 13      | 2004            | inedita         |
| Sesta stagione           | 14      | 2004-2005       | inedita         |
| Settima stagione         | 17      | 2005-2006       | inedita         |
| Ottava stagione          | 21      | 2006-2007       | inedita         |
| Nona stagione            | 22      | 2007-2008       | inedita         |
| Decima stagione          | 19      | 2008            | inedita         |
| Undicesima stagione      | 16      | 2009            | inedita         |
| Dodicesima stagione      | 18      | 2010-2011       | inedita         |
| Tredicesima stagione     | 19      | 2011-2013       | inedita         |
| Quattordicesima stagione | 19      | 2013            | inedita         |
| Quindicesima stagione    | 19      | 2014            | inedita         |
| Sedicesima stagione      | 19      | 2015            | inedita         |
| Diciassettesima stagione | 19      | 2016            | inedita         |
| Diciottesima stagione    | 19      | 2017            | inedita         |
| Diciannovesima stagione  | 9       | 2018            | inedita         |